# César Alierta
César Alierta Izuel (Zaragoza; 5 de mayo de 1945-Zaragoza; 10 de enero de 2024) fue un empresario y abogado español. Fue presidente ejecutivo de Telefónica S.A. desde el 26 de julio de 2000 hasta el 8 de abril de 2016 y presidente del Consejo Empresarial para la Competitividad. Fue uno de los principales accionistas del Real Zaragoza junto a la familia De Yarza, propietaria del grupo de comunicación Heraldo de Aragón.

## Biografía
César Alierta era hijo de Juana Izuel Labad y Cesáreo Alierta Perela, que fue alcalde de Zaragoza en los años sesenta y presidente del Real Zaragoza y hermano de Mariano Alierta, exsenador del Partido Popular y diputado del congreso por la UCD.
Se licenció en Derecho por la Universidad de Zaragoza en 1967 y tres años después obtuvo un máster en Administración de Negocios en la Columbia Business School de Nueva York, Estados Unidos.

### Analista financiero en Banco Urquijo
Entró a trabajar en el Banco Urquijo como analista financiero y desde entonces ocupó distintos cargos, como consejero de Gesfondo, de Urquijo Gestión de Patrimonios y de Urquijo Servicios Financieros. En 1980 accedió al cargo de director de la división del área de mercado de capitales de este banco. Desde este puesto se encargó de la preparación de ejecutivos que se encuentran situados en las más importantes sociedades y agencias de bolsa de España.

### Creación de Beta Capital
A mediados de 1985 fundó la sociedad DZ Especialistas en soluciones, de la que es el mayor accionista y en la que ha ocupado desde creación los puestos de presidente y consejero delegado. El Grupo Servicios Generales DZ S.A.C. (KIO), llegó a controlar el 50 por ciento del capital, si bien en 1991 DZ Especialistas en Soluciones se desprendió del 10 por ciento del accionariado en favor de los accionistas fundadores.
En diciembre de 1991 fue nombrado presidente hasta junio de 1996 la Asociación Española del Mercado de Valores (AEMV), que constituye la "patronal de la bolsa". Por estas mismas fechas inició los contactos para la venta del 30 por ciento del capital de Beta Capital al banco holandés Mees Pierson.

### Presidente de Tabacalera
Tras su salida de la AEMV y la venta de las acciones de Beta Capital, en el 10 de junio de 1996, fue nombrado, por el gobierno de José María Aznar, como presidente de la entonces empresa pública, Tabacalera. Alierta procedió a privatizar la entidad y la fusionó con la empresa competidora francesa Seita para formar Altadis.

### Caso Tabacalera
En 1997 Alierta ganó con la compraventa de acciones de Tabacalera 1,86 millones de euros. Como consecuencia se sospechó de uso de información confidencial, ya que habían comprado las acciones poco antes de que Tabacalera (desde 1999 Altadis) comprara la compañía de tabacos norteamericana Havatampa, lo que elevó el valor de las acciones.
En el centro de la investigación estaba la empresa de inversiones Creaciones Baluarte, fundada por Alierta y su mujer. Tras un mes, la empresa fue vendida a su sobrino Javier Placer, que en la época era analista en Salomon Bros., en Londres, y que por lo tanto financieramente apenas estaba en la posición de comprar Creaciones Baluarte. El propio Alierta negó las acusaciones. Una primera investigación del asunto se interrumpió en 1998 sin resultados. Nuevas pesquisas finalizaron en 2005 con el archivo del caso por parte de la Audiencia Provincial de Madrid. En junio de 2007, el Tribunal Supremo anuló la decisión de la Audiencia Provincial, ratificando la presencia de indicios delictivos. Por ello, César Alierta fue nuevamente juzgado el 14 de abril de 2009 por la Audiencia Provincial de Madrid.
Finalmente, la Audiencia Provincial de Madrid, según la sentencia dictada el 17 de julio de 2009, consideró probado que el delito de uso de información privilegiada fue cometido y que entre Alierta y su sobrino Javier Placer "existió" un "concierto común" para sacar un "provecho económico" mediante "el acopio de un considerable número de acciones de Tabacalera". No obstante, absolvió a ambos, de la acusación de utilización de información privilegiada por el "caso Tabacalera" al aceptar la prescripción del delito. El juicio oral se celebró los días 14, 16, 21 y 22 de abril de 2009, en la Sección Séptima de la Audiencia Provincial de Madrid, presidida por la magistrada Manuela Carmena.

### Presidente de Telefónica
En 2000, a iniciativa del gobierno español de José María Aznar fue nombrado presidente de Telefónica, sustituyendo a Juan Villalonga. Telefónica es una de las mayores compañías de telecomunicaciones del mundo. Sin embargo, consiguió devolver la empresa a buen curso. Telefónica tenía relativamente poca deuda, era extremadamente rentable y se aprovechó sobre todo del tirón de la telefonía móvil en América Latina, que ya era importante en la época de Villalonga. En el mercado nacional español, la compañía tiene un 80 % del mercado y es líder en los mercados de América Latina.
El 6 de septiembre de 2009 César Alierta lideró una de las mayores alianzas estratégicas en el mundo de las comunicaciones con la operadora asiática China Unicom. Según el acuerdo, ambas compañías se comprometen a invertir cada una el equivalente a 1 000 millones de dólares en compra de acciones de la otra. La parte más importante de la cooperación incluye la investigación y desarrollo, y la práctica común en la gestión de conocimiento y nuevas tecnologías. Esta alianza trata de permitir a Telefónica reforzar su liderazgo y contar, conjuntamente con su homóloga China, con unos 550 millones de clientes en todo el mundo.
El 29 de marzo de 2016 anunció su dimisión mediante comunicado remitido a la Comisión Nacional del Mercado de Valores (CNMV), nombrando como su sucesor a José María Álvarez-Pallete, hasta entonces consejero delegado. Tras su renuncia, Alierta pasó a ser el presidente de la Fundación Telefónica.
En mayo de 2017, Alierta abandonó el consejo de administración de la operadora en el que había permanecido desde 1997 y en el que conservó un puesto tras abandonar la presidencia del grupo.

### Intervención en política
El 30 de octubre de 2016, Pedro Sánchez, días después de su dimisión como secretario general del PSOE, acusó a César Alierta, en una entrevista realizada por Jordi Évole en el programa Salvados, de haber trabajado durante su etapa como presidente de Telefónica para que hubiera un gobierno conservador en España, obstaculizando el entendimiento entre el PSOE y Podemos durante la candidatura de Pedro Sánchez a la presidencia del Gobierno de España propuesta por el rey Felipe VI en la breve XI legislatura. Para esto, Alierta se habría valido del poder accionarial de Telefónica en el grupo de comunicación Prisa para forzar a los medios a mostrar hostilidad a Pedro Sánchez y a su proyecto de gobierno.

### Muerte
César Alierta sufrió problemas cardiovasculares durante los últimos años de su vida. Falleció el 10 de enero de 2024 a consecuencia de una enfermedad respiratoria agravada por su dolencia cardíaca.

## Remuneración como presidente de Telefónica

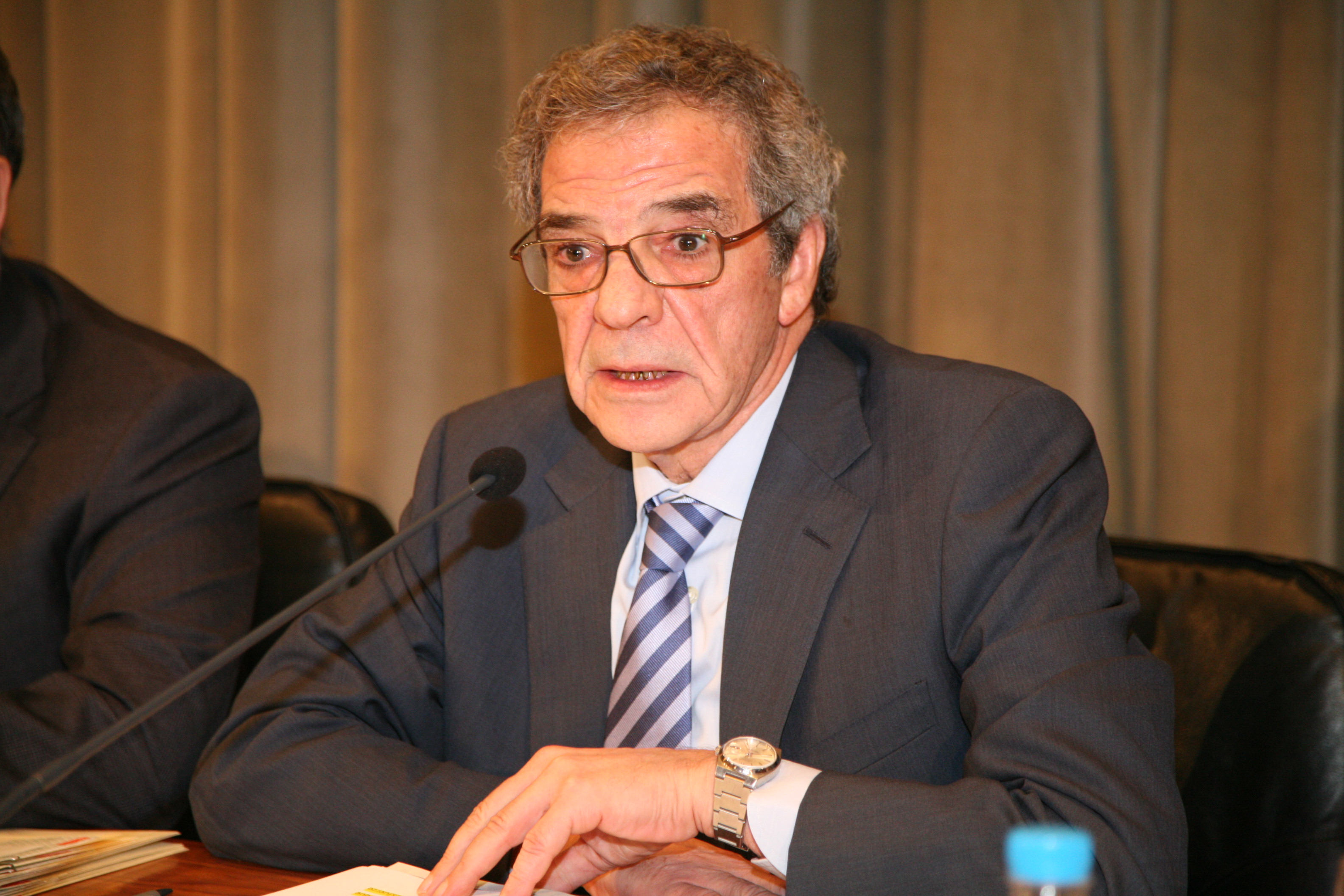
César Alierta en 2011

En 2011 fue el tercer directivo mejor pagado de la Bolsa española con una remuneración total de 10,27 millones de euros. En 2012 su retribución fue de 6,3 millones de euros. En 2013 ganó 5,8 millones de euros. En 2014 se embolsó un total de 6,7 millones.
En 2015 ingresó 8,69 millones debido a la aplicación de un plan de retribución con 312.251 acciones.
Telefónica elevó su plan de pensiones a 54,2 millones de euros con una "asignación fija anual especial" de 500.000 euros.

## Otros proyectos empresariales
Alierta se convirtió en el verano de 2014, en el principal accionista del Real Zaragoza a través de la Fundación 2032, en la que también están integrados otros empresarios aragoneses como la familia De Yarza, propietaria del grupo de comunicación Heraldo de Aragón.
Este grupo de empresarios también se ha embarcado en otras aventuras, por ejemplo, la adquisición en 2018 de la estación de esquí de Candanchú, la más longeva de España.

## Premios y honores
- En septiembre del año 2005, recibió en Nueva York el premio “Empresario Español Global” (The Global Spanish Entrepreneur), otorgado por la Cámara de Comercio de España-Estados Unidos,[24] en reconocimiento a la gestión desarrollada en la Compañía que ha permitido la entrada del Grupo Telefónica en el índice bursátil Dow Jones Global Titans 50 de Nueva York. Telefónica es la primera empresa española y una de las pocas europeas que forma parte de este importante índice que acoge a las 50 mayores empresas del mundo.

- En abril de 2008, fue nombrado presidente del Consejo Social de la Universidad Nacional de Educación a Distancia (UNED).[25]

- En 2009 César Alierta ha sido galardonado con el Premio Tiepolo.[26][27] Este galardón es otorgado por las Cámaras de Comercio de Madrid e Italia y supone el reconocimiento de Telefónica como una de las empresas españolas más potentes a nivel mundial.

- La asociación Empresarial Aragón Exterior (Aragonex) reconoce a César Alierta como uno de los empresarios aragoneses de mayor proyección internacional en la edición 2009 de sus premios.

- En abril de 2010, César Alierta obtuvo la tercera posición[28] en la clasificación de líderes de Merco (Monitor Empresarial de Reputación Corporativa), lo que le sitúa como el tercer líder empresarial mejor reputado

- El 10 de junio de 2010, César Alierta fue premiado por su contribución al crecimiento y desarrollo de Latinoamérica, con la medalla de oro de la "Americas Society"[29] en Nueva York. Es el primer español y la primera persona de fuera del continente americano en recibir el galardón entregado en reconocimiento a las personalidades que trabajan por el progreso del continente[30]

- El 18 de junio de 2010, el presidente de Telefónica fue valorado como el mejor presidente ejecutivo (CEO) de España según Thomson Extel Survey 2010.[31]

- El 17 de septiembre de 2010, el Ayuntamiento de Zaragoza galardonó a César Alierta con la Medalla de oro de la ciudad. La Medalla se entregó el 9 de octubre con motivo del inicio de las fiestas del Pilar.[32]

- Desde el 28 de septiembre de 2010 pasó a formar parte del consejo de la empresa resultante de la fusión entre Iberia y British Airways; International Consolidate Airlines Group (IAG). Siendo, también, su nuevo papel el de Presidente de la Comisión de Retribuciones y vocal de la de Comisión de Nombramientos.[33]

- El 4 de octubre Alierta recibió el premio Cecot, distinción concedida por la patronal catalana por su trayectoria profesional y por su aporte al mundo económico y empresarial.[34]

- Los lectores de "Global Telecoms Business", eligieron a Alierta como uno de los cinco ejecutivos más influyentes del mundo. Así, se convierte en el presidente de una de las operadoras europeas más influyentes y de la operadora de telecos, de habla no inglesa, más influyente del mundo.[35]

- En noviembre de 2010, César Alierta recibió el Máster de Oro del Fórum de Alta Dirección de manos de su presidente, Carlos Escudero de Burón, en reconocimiento a su "valía personal, formación, ética y ejemplo de esfuerzo" durante sus años al frente de la multinacional.[36]

- La revista "Tiempo de Hoy" nombró a César Alierta una de las 10 personas más influyentes del año 2010.[cita requerida][37]

- El 9 de septiembre de 2011, la pequeña localidad oscense de Villanua le nombró hijo adoptivo. En este pequeño pueblo situado a los pies del pirineo aragonés, Alierta residió durante su infancia y disfrutaba de sus periodos vacacionales ahí.

- En junio de 2012 la Cámara de Comercio Alemana para España otorgó a César Alierta el Premio Hispano-Alemán a la Excelencia Empresarial, por haber conseguido situar a la compañía entre los líderes mundiales de las telecomunicaciones, con una presencia muy destacada en Alemania a través de O2, filial de Telefónica.[38]

- En septiembre de 2012 Alierta fue galardonado con el Premio Heraldo 2012, en la categoría de Valores Humanos y Conocimiento.[39]

- En noviembre de 2012, César Alierta fue galardonado con el Premio a la Excelencia Empresarial 2012, en el marco del Foro Aragón Empresa 2012 que organiza el Instituto Aragonés de Fomento.[40]

- En enero de 2013, fue incluido entre los doce españoles más destacados del año 2012 por el semanal Tiempo en su número 1.583.[41]

- En noviembre de 2013 ingresó como académico de número en la Real Academia de Ciencias Económicas y Financieras con un discurso titulado "Un mundo digital: Las TIC, protagonistas de la gran transformación de la economía, cultura y sociedad del siglo XXI". Contestó el discurso el académico de número Isidro Fainé.[42]
- El 27 de abril de 2018 es nombrado Doctor "Honoris Causa" por la facultad de informática de la Universidad Pontificia de Salamanca.